# Page (Arizona)
Page er en by i Coconino County i det nordlige Arizona, USA. Byen ligger nær Lake Powell og Glenn Canyon dæmningen. I 2005 var befolkningstallet 6.794. Heraf var 67,3 % hvide, mens 26,7 % var oprindelige amerikanere.
Byen er forholdsvis ny. Den blev grundlag i 1957 for at huse de arbejdere og deres familier, der arbejdede på Glen Canyon dæmningen. Byen ligger på toppen af Manson Mesa, 1310 meter over havets overflade og omkring 180 meter over Lake Powell. Området blev udvekslet med navajostammen til gengæld for et andet landområde.
Siden dæmningens færdiggørelse i 1960'erne, er byen vokset til sin nuværende størrelse. Den virker i dag som et naturligt udgangspunkt for ture til Antelope Canyon, Glenn Canyon og Lake Powell, og besøges årligt af omkring 3.000.000 turister. Byen er hjemsted for to af det syvestlige USA's største kraftværker: Vandkraftværket Glen Canyon Dam, som har en kapcitet på 1.288.000 kW og det kulfyrede kraftværk Navajo Generating Station, med en kapacitet på 2.250.000 kW.
En lang række film er blevet optaget helt eller delvis i Page eller byens omegn, fx The Greatest Story Ever Told fra 1965 samt Abernes Planet i 1968 og igen i 2001. Desuden Superman III (1983), Maverick (1994), Broken Arrow (1996), Hulk (2003) og Into the Wild (2007).

## Eksterne referencer
- Byens officielle hjememside

36°54′51″N 111°27′35″V / 36.91417°N 111.45972°V